# خط القطار (U2)

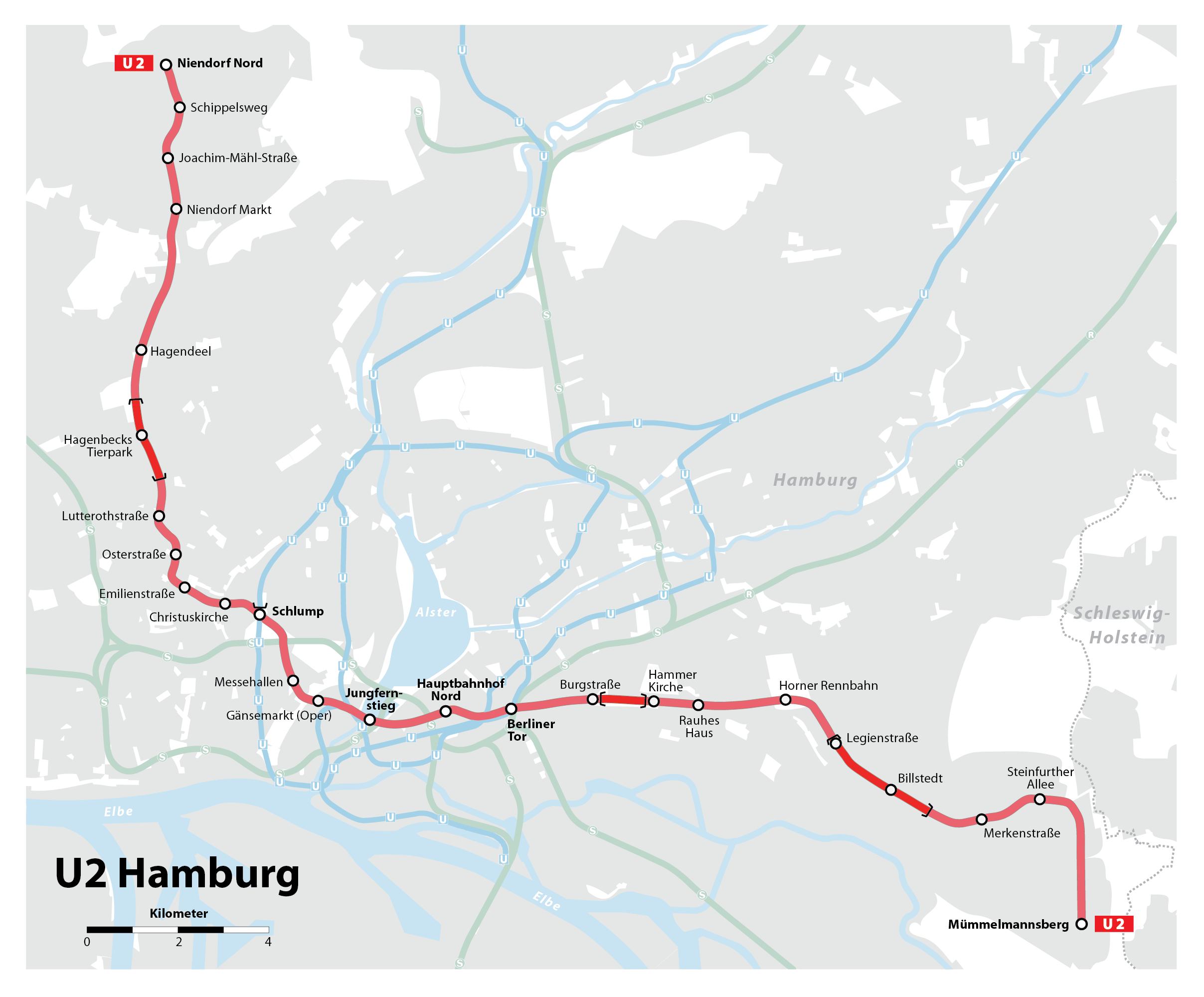
خط القطار U2

خط قطار الأنفاق رقم(2) في هامبورغ (بالألمانية: U2-Hamburg): هو أحد خطوط خطارات الأنفاق الواقعة في مدينة هامبورغ الألمانية. يسير الخط من محطة نيندورف نورد الواقعة في منطقة نيندورف شمال غرب مدينة هامبورغ مروراً بالمحطة الرئيسية للمدينة ويتوقف في محطة مومّل مانزبيرغ والواقعة في منطقة بيلشتيد شرق المدينة.
يسير خط القطار في معظمه تحت الأرض ويتجاوز طوله ال24كم بسرعة تصل ل80كم/الساعة كحد أقصى ويبلغ عدد محطات الخط 25 محطة 22 محطة منها تحت الأرض. اللون المميز للخذ هو اللون الأحمر. يحتاج القطار لحوالي 44دقيقة لعبةر الخط كاملاً من أوله لآخره.

## معالم مهمة يصلها الخط:
يمر القطار بالمحطة الرئيسية لمدينة هامبورغ مما يتيح الوصول للمسرح الألماني ومتحف الفنون والصناعة كما أنه يمر قريبا من حديقة النباتات والأزهار (Planten un Blomen). يعبر الخط أيضاً محطة يونغ فيرنشتيغ مما يتيح الوصول لمبنى بلدية المدينة.